# Beweglichkeit

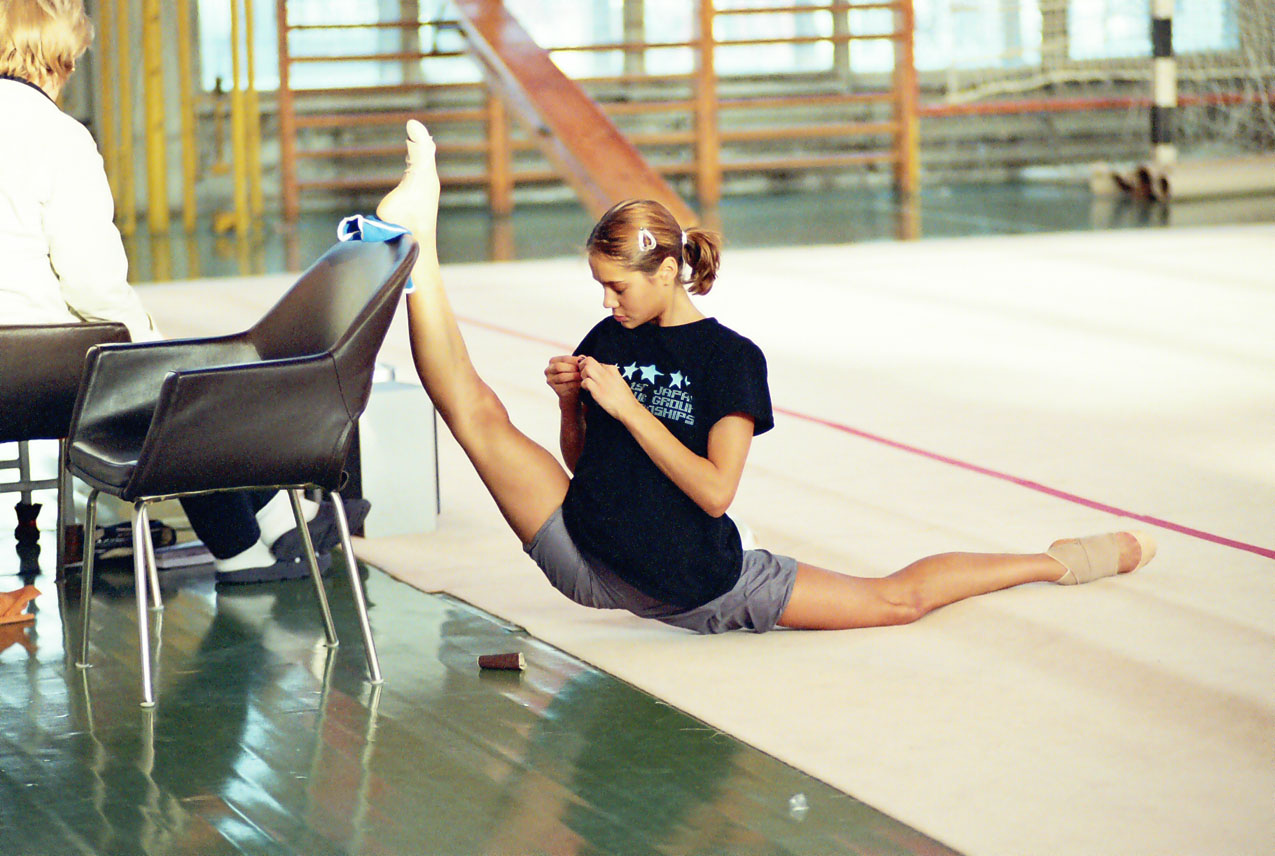
Eine Sportgymnastin beim Überspagat im Beweglichkeitstraining

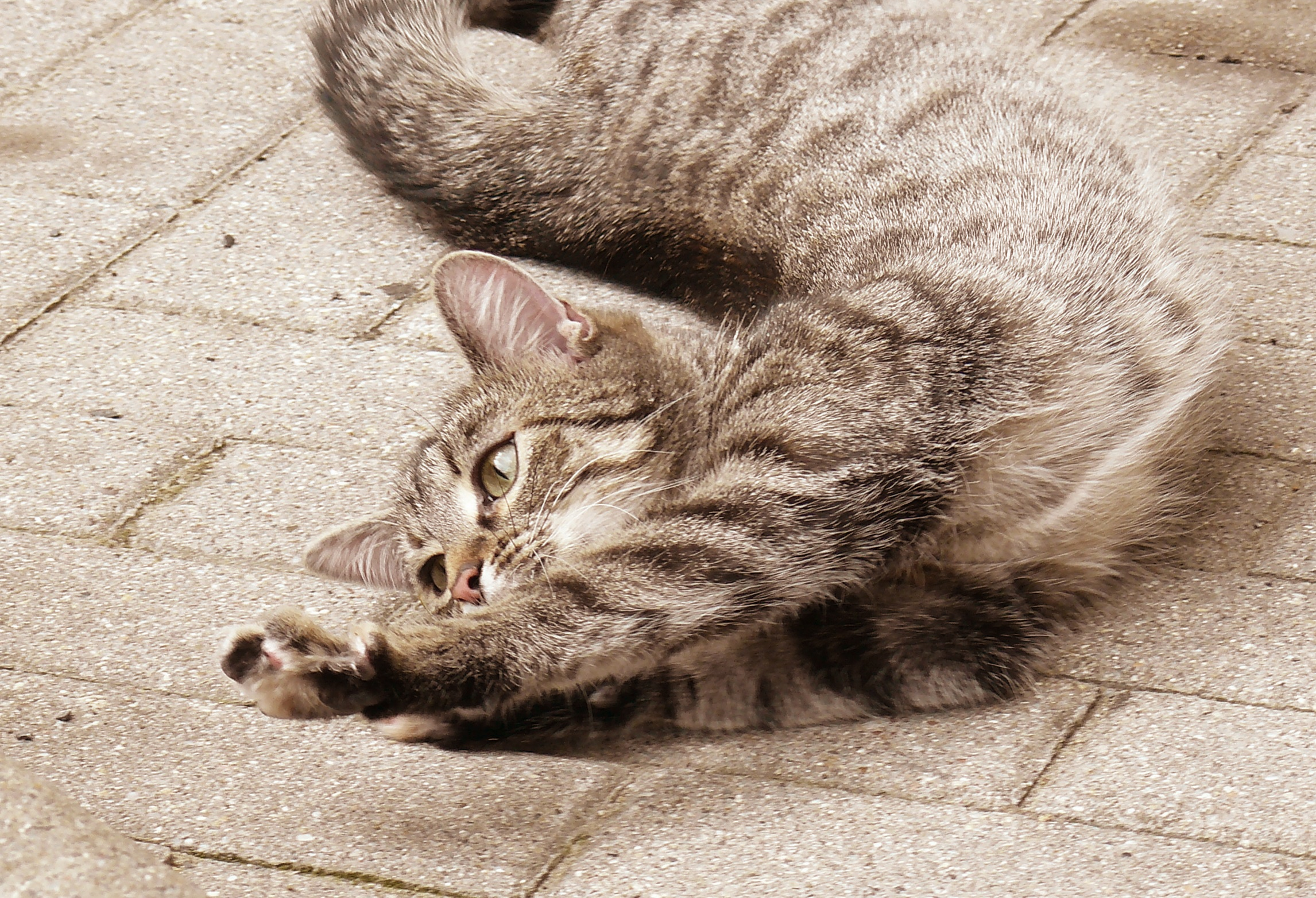
Sich streckende Hauskatze mit stark gebogener Wirbelsäule

Beweglichkeit ist allgemein das Vermögen, unterschiedliche Stellungen und Haltungen einzunehmen, und kann sich damit auf körperliche oder auf geistige Regungen beziehen. Nach den angenommenen Voraussetzungen lässt sich je die äußere bewegliche Beschaffenheit (extrinsisch) von einer inneren beweglichen Wesensart (intrinsisch) unterscheiden.
Möglich wird Beweglichkeit grundsätzlich über eine Veränderung der Anordnung starrer bzw. festgelegter Elemente zueinander oder durch eine Veränderung elastischer bzw. formbarer Elemente in sich, oder denn mit beidem.

## Sportmotorische Beweglichkeit
Die Beweglichkeit im sportmotorischen Sinne ist das Vermögen, körperliche Bewegungen mit einer gewissen Schwingungsweite ausführen zu können. Der mögliche Spielraum der Beweglichkeit wird so von der Gelenkigkeit wie von der Dehnfähigkeit bestimmt und auch als Flexibilität oder Biegsamkeit bezeichnet.
Das innerhalb der anatomisch gegebenen Bewegungsreichweite jeweils ohne Schmerzen gegen einen gewissen (submaximalen) Dehnungswiderstand realisierbare Ausmaß der Beweglichkeit hängt dabei von endogenen und exogenen Faktoren ab. Endogen sind die für einen Körper physisch und psychisch gegebenen inneren Bedingungen, also seine leichter beeinflussbaren (und trainierbaren) Fähigkeiten wie die Dehnbarkeit (von antagonistischer Muskulatur, Sehnen, Bändern und Gelenkkapseln) und seine kaum beeinflussbaren Eigenschaften wie die Gelenkigkeit (als Bewegungsumfang von Skelettelementen in ihren Artikulationen) sowie etwaige Einschränkungen durch Schmerzen, schmerzliche Erinnerungen, Alter oder Krankheit. Exogen werden Faktoren der Umgebung genannt, wie das umgebende Medium (z. B. Wasser), äußere Kräfte, Außentemperatur oder die Tageszeit.
Nach der muskulären Aktivität unterscheidet man zwischen aktiver und passiver Beweglichkeit. Unter aktiver Beweglichkeit versteht man den Bewegungsumfang, den ein Sportler allein durch Muskelanspannungen erreichen kann, unter passiver Beweglichkeit jene Bewegungsweite, die ihm erst unter Einsatz des Körpergewichtes, mit Beschleunigung oder durch Krafteinwirkung von außerhalb erreichbar wird. Für eine Steigerung der Bewegungsleistung spielt in beiden Fällen die individuelle Fähigkeit und Bereitschaft, (unangenehme) Dehnbelastungen zu tolerieren, eine große Rolle.
Unterschiedliche Sportarten fordern beziehungsweise fördern Beweglichkeit in verschiedenem Umfang; zu den Sportarten, für die aktive und passive Beweglichkeit von besonderer Bedeutung ist, zählen u. a. Gymnastik, Turnen, Akrobatik, Cheerleading, Ballett, Yoga.

## Geistige Beweglichkeit
Unter der geistigen Beweglichkeit kann ein flinkes Denkvermögen, eine rasche Auffassungsgabe, ein vielseitiges Interesse, die Bereitschaft Neues kennenzulernen, die Fähigkeit zum Wechsel von Perspektiven oder das Entwickeln von Alternativen verstanden werden. Um die geistige Beweglichkeit zu schulen und auch im Alter zu bewahren (vgl. dazu Alterssyndrom), sind eine intensive Gedankentätigkeit, ein reger sozialer Kontakt oder ein besonderes mentales Training förderlich.
Zur geistigen Beweglichkeit zählt auch das Vermögen, eigene Einstellungen und Haltungen in Frage stellen zu können. Damit wird es möglich, Handlungsabläufe zu reflektieren sowie deren Bedingungen nach äußeren Umständen und inneren Zuständen zu unterscheiden. Ein Nachdenken über mögliche Beweggründe oder Motive und die Überlegung, dass alternative Abläufe im Handlungsvollzug auch bei gleicher Motivation denkbar wären, erweitern oft den Möglichkeitsraum subjektiver Binnenperspektive, sowohl im Verhältnis zur Umgebung wie im Verhältnis zu sich selbst.
Darüber eröffnete Perspektiven der Selbstwahrnehmung können auch die Wahrnehmung des eigenen Körpers verändern. Derart kann eine geistig angeregte Entwicklung, sich selber besser zu verstehen, dann beispielsweise einen anderen Umgang mit Schmerzempfindungen erlauben und ein feineres Empfinden von Bewegungen, Spannungen und Stellungen ermöglichen. Eine bewusst weiter entwickelte kinästhetische und propriozeptive Selbstwahrnehmung führt darüber hinaus oft zu einem Selbstverständnis, mit dem vorgestellte Bewegungen allein in Gedanken nachvollzogen oder ausgeführt werden können. Unter gewissen Umständen kann dies ebenso selbstverständlich als mentale Vorwegnahme für künftige Bewegungsabläufe geschehen, in Antizipation, beispielsweise vor einem Skisprung.